# Vindicación de la sociedad natural
Vindicación de la sociedad natural: Una visión de las miserias y males de la humanidad es un ensayo que destaca por su teoría política radical, se publicó por primera vez como obra de Lord Bolingbroke en 1756. Cuando Edmund Burke fue revelado como su verdadero autor, afirmó que se trataba de una sátira. Este trabajo se ha considerado la primera expresión literaria del 
anarquismo filosófico.

## ¿Sátira?
Desde que Burke ya no era un joven estudiante, sino un "respetable" hombre con nombramiento del gobierno, esta negación de responsabilidad debe ser tomada con una pizca de malicia. Aunque muchos historiadores creen en la "vindicación" como sátira, otros están en desacuerdo, por ejemplo, Murray Rothbard sostiene que Burke escribió la vindicación en serio, pero más tarde desea negarlo por razones políticas. Muchos pasajes se pueden tomar como ironía swiftiana o como la conciencia de Burke del peligro que este tipo de opiniones controvertidas pueden tener sobre su carrera: 

Lejos estoy de proponer en lo más mínimo reflexionar sobre nuestra más sabia Forma de Gobierno; no más que en las secciones más libres de mis escritos filosóficos, quiero decir oponerse a la Piedad, la Verdad y la perfección de nuestra más excelente Iglesia.

Al hombre se le ha concedido suficiente libertad de pensamiento, lo que le sirve para elegir su tema apropiadamente. Usted puede criticar libremente a la Constitución china, y comentar sobre sus jugarretas absurdas con toda la severidad que le plazca, o sobre la intolerancia destructiva de los Bonzos. Pero la escena cambia cuando usted vuelve a casa, y el Ateísmo o la Traición pueden ser los nombres que se le da en Gran Bretaña, a lo que en China se le denomina Razón y Verdad.

## Contenido
En el prefacio se presenta la ocasión de la redacción como una réplica a la filosofía de Henry St John, 1º Vizconde Bolingbroke (muerto en 1751), cuyas Obras selectas y cartas se habían publicado por David Mallet en 5 volúmenes en 1754. Un nuevo prefacio fue escrito por Burke después de que su autoría fue descubierta. Apologético en este prefacio, escribió que Vindicación se inspiró en "ver todo tipo de Religión atacada en una forma animosa, y el Fundamento de cada Virtud, y de todos los Gobiernos, minado con gran arte y mucho ingenio" en las Obras selectas del Señor Bolingbroke. El diseño de este autor habría sido el de mostrar 

sin el Esfuerzo de algunas Fuerzas considerables, los mismos Motores que fueron empleados para la Destrucción de la Religión, podrían ser empleados con igual Éxito para la Subversión al Gobierno; y que Argumentos especiosos podrían ser usados en contra de aquellas Cosas que ellos, que dudan de todo, nunca permitirán que sea cuestionado.

El autor contrasta la Sociedad Natural con la Sociedad Política, comenzando con una desconfianza con la Mente, que "Cada día se inventa una nueva regla para orientar artificialmente la Naturaleza que si se deja a sí misma es la mejor y más segura Guía." Él propone establecerla para identificar a las "Relaciones inalterables que la Providencia ha ordenado que cada cosa debe tener a todas las demás. Estas relaciones, que son la Verdad misma, el Fundamento de la Virtud y en consecuencia, las únicas medidas de la Felicidad. "
En el espíritu de la Ilustración, el autor expresa toda la confianza en el progreso acumulativo de la condición humana:

La Fábrica de superstición en este nuestro Tiempo y Nación recibió muchos Golpes Rudos que nunca antes había sentido, y a través de grietas y rupturas de nuestra prisión, vemos tales Destellos de luz, y sentimos tales refrescante Aires de libertad, como aumentan nuestro diario Ardor para más. Las Miserias derivadas de la superstición humana, en virtud del Nombre de la Religión, y de la tiranía eclesiástica en virtud de la Nombre del Gobierno de la Iglesia, han sido clara y útilmente expuestos.

En una sondeo rápido de la historia, se encuentra nada más que "Tumultos, motines, masacres, asesinatos, Proscripciones, y una serie de horrores" y las observaciones que "Todos los imperios se han cimentado en la sangre" como las bajas contando millones, con crueldades perfeccionadas por la tecnología. Contrastando con la libertad natural y la religión natural, el autor establece tres formas generales de gobierno, que describe con el mismo detalle enfático, tal como se utiliza en Las Sátiras de Juvenal: Despotismo, la más sencilla y universal, donde "el poder ilimitado avanza Paso a Paso, hasta que ha erradicado todo principio loable"; Aristocracia, que es apenas mejor, como "una república genovesa, o una veneciana, es un Despotismo oculto"; y Democracia vertiginosa, donde la gente común es "intoxicada con la habladuría de sus oradores": "Las Repúblicas tienen muchas cosas del Espíritu de la Monarquía absoluta, pero ninguna más que esta, que un brillante Mérito siempre es odiado o sospechoso en una Asamblea Popular, así como en una Corte. "
Después de haber empleado una retórica fulminante para prescindir de las sociedades artificiales políticas -"justo después de un Examen, donde nada ha sido exagerado; con ningún Hecho producido que no pueda probarse", el autor, sería de esperar, volvería a su idea de la sociedad natural en contraste. En cambio, vuelve su mirada crítica hacia el gobierno mixto, que combina la monarquía, la aristocracia y una democracia moderada, la forma de política que los lectores británicos de este ensayo identifican inmediatamente como propia. Su punto de vista satírico se lo lleva todo en pintar una vez más a grandes rasgos los dilemas de los tribunales de justicia o la insatisfacciones de la riqueza, y cierra sin haber reivindicado la sociedad natural en modo alguno.
Incrustada en el torbellino de extravagantes invectivas, Burke puede, al igual que todos los escritores de sátira menippeana, expresar algunas críticas subversivas:

Usted puede criticar libremente a la Constitución china, y comentar sobre sus jugarretas absurdas con toda la severidad que le plazca, o sobre la intolerancia destructiva de los Bonzos. Pero la escena cambia cuando usted vuelve a casa, y el Ateísmo o la Traición pueden ser los nombres que se le da en Gran Bretaña, a lo que en China se le denomina Razón y Verdad.